# Huron Carol
Huron Carol (eller "'Twas in the Moon of Wintertime") är en kristen sång, skriven 1643 av Jean de Brébeuf, en kristen missionär i Sainte-Marie among the Hurons/Sainte-Marie-au-pays-des-Hurons. Jean de Brébeuf skrev texten på det lokala språket för folket Huron/Wendat; och sångens ursprungstitel är "Jesous Ahatonhia" ("Jesus, han är född"). Sångens melodi är en traditionell franskspråkig folkvisa, "Une Jeune Pucelle" ("En ung jungfru"). Den välkända texten på engelska skrevs 1926 av Jesse Edgar Middleton.
Texten på engelska har jultema med Jesu födelse, så som man brukade skildra det under det tidiga 1900-talet då texten skrevs.
Sången fanns med som "Jesous Ahatonia" på Burl Ivess album Christmas Day in the Morning från 1952 och släpptes senare på singel under titeln "Indian Christmas Carol." Bruce Cockburn har också spelat in sången. Den sjöngs också av Tom Jackson under hans årliga show Huron Carole.